# Henri Rethoré
Henri Marie Rethoré est un diplomate français né le 8 juin 1928 à Paris 8e et mort le 11 novembre 2015 dans le 19e arrondissement de Paris.
Élève au Lycée de l’Immaculée-Conception à Laval, il est ensuite diplômé de l'École nationale de la France d'outre-mer (promotion 1950). Il occupe différents postes en Afrique au moment de la décolonisation.
Pendant sa carrière de diplomate, il est notamment Consul général de France à Québec de 1979 à 1983. Il est ensuite nommé ambassadeur de France en Guinée-Conakry de 1984 à 1988 puis ambassadeur de France en République du Zaïre (actuel Congo) de 1989 à 1992, et enfin conseiller diplomatique du gouvernement en 1993 pour la préparation du Sommet de la Francophonie de Grand Baie (Île Maurice).